# 438
Năm 438 là một năm trong lịch Julius.